# Артър Филип
Капитан (по-късно адмирал) Артър Филип (на английски: Arthur Phillip, 11 октомври 1738 – 31 август 1814) е първият губернатор на Нов Южен Уелс и основател на селището, станало град Сидни.
След много опит по море, включително командване на кораб, който бива спасен в буря от каторжници, Филип отплава с Първия флот като с губернаторско назначение на предложената британска наказателна колония Нов Южен Уелс. През февруари 1788 г. той избира местоположението на порт Джаксън (днес пристанището на Сидни).
Филип е далновиден губернатор, който съзира, че Нов Южен Уелс се нуждае от гражданска администрация и система за освобождаване на каторжниците. Но неговият план да се доведат занаятчии на пътуването е отхвърлен и той се изправя пред огромни проблеми относно труда, дисциплината и продоволствието. Също така приятелското му отношение към аборигените е поставено на сурово изпитание, когато те убиват пазача на дивеча и той не успява да наложи ясна политика по отношение на тях.
Пристигането на Втори и Трети флот оказва нов натиск върху оскъдните местни ресурси, но до времето, когато Филип отплава за дома през декември 1792 г., колонията се оформя с официални давания на земя и систематично земеделие и водоснабдяване.
Филип се оттегля от служба през 1805 г., но продължава да кореспондира с приятели в Нов Южен Уелс и да работи в полза на интересите на колонията.